# スペースX CRS-31
NASAによってSpX-31とも表記されることがあるスペースX CRS-31は、2024年11月5日に打ち上げられた国際宇宙ステーション（ISS）への商業補給サービスミッション。このミッションはNASAによって契約され、スペースXが運用した。使用された宇宙船カーゴドラゴンC208にとって5回目のミッションとなった。

## 打ち上げ

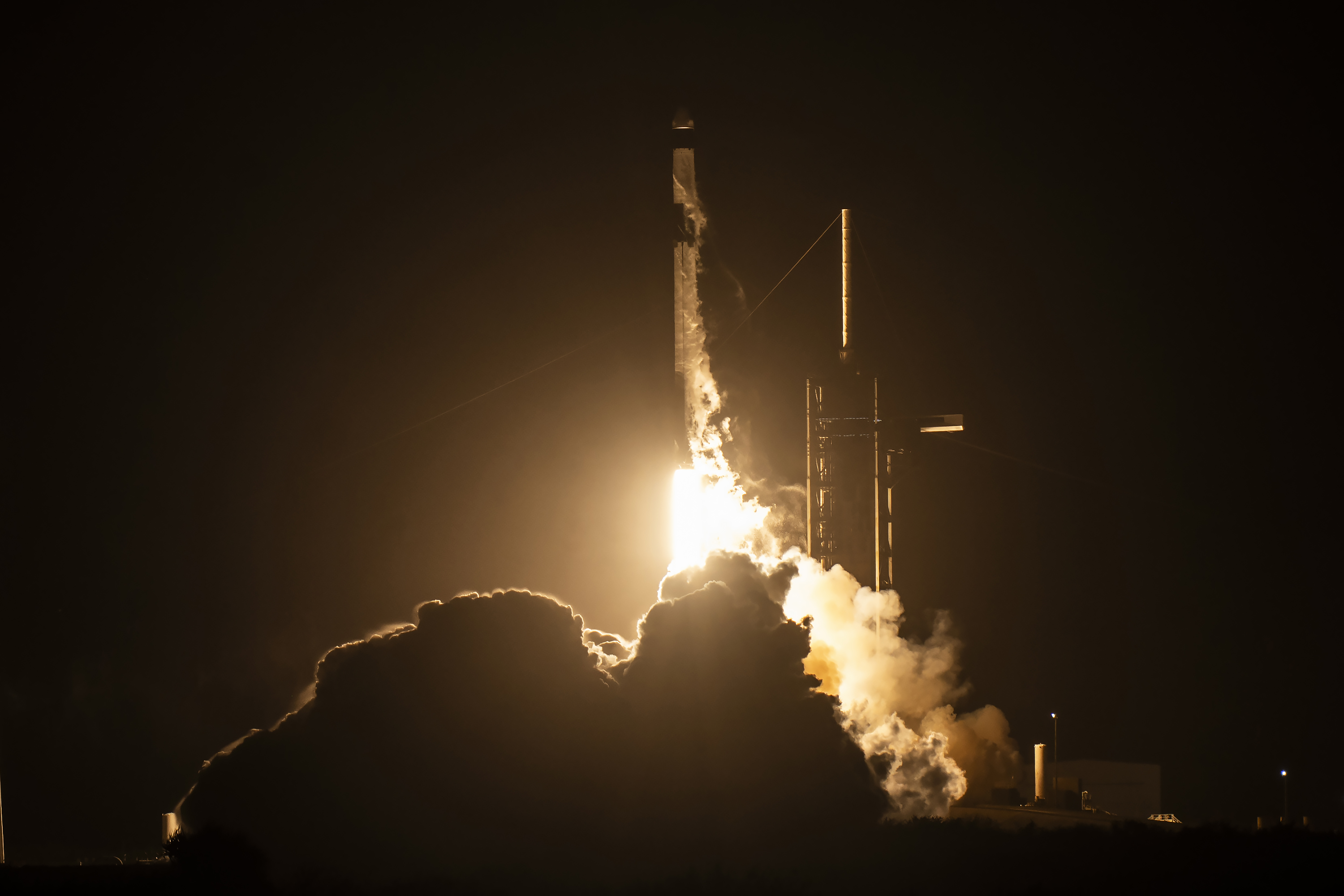
第39A打ち上げ施設からドラゴン宇宙船を載せて離床するスペースXファルコン9ロケット

CRS-31は、2024年11月5日 02:29:31 UTC（打ち上げ場所の現地時間東部標準時11月4日午後9:29）にKSCLC-39Aから打ち上げられた。

## 積荷目録
このカーゴドラゴンには、2,435キログラム (5,368 lb)の与圧貨物と、327キログラム (721 lb)の非与圧貨物からなる総計2,762キログラム (6,089 lb)の貨物と補給品が積み込まれた。
積荷目録の詳細は以下の通り：
- 乗員の補給品：961 kg (2,119 lb)
- 科学研究：917 kg (2,022 lb)
- 船外活動装備：171 kg (377 lb)
- 宇宙船資機材：238 kg (525 lb)
- コンピューター資材：20 kg (44 lb)

## 科学研究
いくつかの研究資機材がカーゴドラゴンに搭載されて軌道研究室に運ばれる。以下は、NASAが注目する4つのプロジェクトである。

### 太陽風の測定
CODEX（COronal Diagnostic EXperiment コロナ診断実験）は太陽風を検査し、太陽の表面温度より100万度も高い太陽風を何が加熱し、時速100万マイル近くで吹き出しているのかについての理論を科学者が確認するのに役立つ、世界規模で包括的なデータを作成する。
この研究では、太陽の外層大気やコロナの詳細を明らかにするために太陽光の直射を遮断するコロナグラフを使用する。この装置は、従来のコロナグラフで収集された密度情報に加えて、太陽風内の電子の温度と速度を決定する複数の測定を毎日行う。多様な国際チームが、メリーランド州グリーンベルトにあるNASAゴダード宇宙飛行センターで2019年からこの装置の設計、構築、テストを行っている。

### 宇宙での極地ゴケ
放射線耐性実験のARTEMOSSでは、生きた南極のコケであるヤノウエノアカゴケを使用して、一部の植物が放射線への曝露にどう耐えるかを研究し、宇宙放射線と微小重力の組み合わせに対する生物システムの物理的および遺伝的反応を調査する。これら 2 つの要因が植物の生理機能とパフォーマンスにどう影響するかについてはほとんど研究されていないが、結果は将来のミッションにおけるバイオ再生生命維持システムに使用するのに適した生物システムを特定するのに役立つ可能性がある。
コケは地球上のすべての大陸で生育し、あらゆる植物の中で最も高い放射線耐性を持っている。コケはサイズが小さく、手入れが簡単で、空気から水分を吸収し、厳しい条件に耐えられるため、宇宙飛行に適している。NASA が南極のコケを選んだのは、その大陸が太陽から高レベルの放射線を受けるためである。

### 宇宙への材料の暴露
欧州宇宙機関のユーロ・マテリアル・エイジング調査には、宇宙空間に暴露された特定の材料がどのように経時変化するのかを調査する2つの実験が含まれている。1つ目のの実験は、欧州の15の宇宙機関から選ばれた材料を用いてフランス国立宇宙研究センターによって開発された。2つ目の実験では、地球の大気を透過していない紫外線にさらされた場合の有機サンプルとその安定性ないし劣化について調査する。
地上の施設では、宇宙環境のすべての側面を同時にテストできナタメ、宇宙で使用される材料の挙動と寿命を予測することは困難である。暴露されたサンプルは回収され、地球に送り返される。

### 船内からの宇宙船の修理
Nanolab Astrobeatは、冷間溶接を使用して宇宙船の外殻または船体の穴を内側から修復する方法について調査している。宇宙では地球上よりも金属材料を溶接するのに必要な力が少なく、冷間溶接は宇宙船を修復する効果的な方法となる可能性がある。
高速で移動する一部の微小隕石や宇宙ゴミは宇宙船の外面に穴を開け、ミッションの成功や乗組員の安全を危険にさらす可能性がある。宇宙船の内部からの衝撃を用いて損傷を修復する能力は、乗組員にとってより効率的で安全である可能性がある。この結果は、地球上での冷間溶接の応用も改善する可能性がある。

## ISSリブースト
CRS-31は、ISSのリブーストを行う初めてのドラゴン宇宙船となった。
2024年11月8日の17:50 UTCにカーゴドラゴンC208は後方に向いたドラコスラスターを12分半の間噴射してISSを0.3 m/s増速し、ステーションの遠地点高度を0.11キロメートル (7⁄100 mi)、近地点高度を1.1キロメートル (7⁄10 mi)高く調整した
。
ステーションに対する大気圏の抵抗に対する処置として定期的なリブーストが実施される。
アメリカのシグナスおよびロシアのプログレス補給船もISSへのミッション中に定期的にリブーストを行っている。
する。。アメリカのシグナスおよびロシアのプログレス補給船もISSへのミッション中に定期的にリブーストを行っている。これらの定期的なリブーストによって大気の抵抗による減速を打ち消している。
このリブーストのテストは、軌道、軌跡および速度の変化を注意深く観察することによってスペースXによる米国軌道離脱機の開発に役立つとみなされている。NASAはまた、これまで宇宙ステーションの再ブーストと操縦を担当してきたロシア軌道セグメントが放棄されるか、米国軌道セグメントから切り離された場合に備えて、シグナス宇宙船とドラゴン宇宙船だけで宇宙ステーションを操縦する能力をテストしていると考えられている。